# Pallenopsis capensis
Pallenopsis capensis is een zeespin uit de familie Pallenopsidae. De soort behoort tot het geslacht Pallenopsis. Pallenopsis capensis werd in 1946 voor het eerst wetenschappelijk beschreven door Barnard. 